# Espelho Mágico
Espelho Mágico é uma telenovela brasileira produzida e exibida pela TV Globo de 14 de junho a 5 de dezembro de 1977, em 150 capítulos. Substituiu Duas Vidas e foi substituída por O Astro, sendo a 19ª "novela das oito" exibida pela emissora.
Escrita por Lauro César Muniz e dirigida por Daniel Filho (até o capítulo 20), Gonzaga Blota e Marco Aurélio Bagno (nos demais capítulos).
Contou com Tarcísio Meira, Glória Menezes, Juca de Oliveira, Daniel Filho, Lídia Brondi, Yoná Magalhães, Vera Fischer e Carlos Eduardo Dolabella nos papéis principais.

## Enredo
A telenovela fala sobre o cotidiano, o sucesso e os conflitos de profissionais de meios de comunicação: atores, diretores, autores e jornalistas. As histórias são contadas através dos bastidores de Coquetel de Amor, uma novela inserida na trama.
Diogo Maia e Leila Lombardi formam o casal principal da história. Famosos pelos trabalhos em televisão, os dois são escalados para estrelar Coquetel de Amor, escrita por Jordão Amaral e dirigida por João Gabriel. Jordão é um dramaturgo sem projeção que trabalha também como jornalista para complementar sua renda. Apaixonado por Leila Lombardi, ele declara seu amor pela atriz através do texto que escreve para sua personagem em Coquetel de Amor.
Só que Jordão é casado com Norma Pelegrine , uma atriz veterana que passou anos longe da TV. Acostumada a ser protagonista, Norma volta a trabalhar em Coquetel de Amor, só que interpretando uma personagem coadjuvante. E a situação a deixa bastante descontente.
Enquanto esses já estão projetados na vida, há figuras que tentam dar uma guinada na carreira como Cynthia Levy, uma ambiciosa atriz disposta a subir na vida ou a ex-atriz de pornochanchadas Diana Queiroz, que buscava novos rumos para sua carreira. Neste meio também estão Nestor Rey, que veio do interior para tentar a sorte no Rio de Janeiro; e também Paulo Morel, que é chamado às pressas para substituir um dos protagonistas de Cyrano de Bergerac, adaptada por Gastão Cortez e estrelada por Diogo Maia.
Enredo de Coquetel de Amor
O amor de Ciro (Diogo Maia) e Rosana (Leila Lombardi) é ameaçado pela presença da bela Débora (Diana Queiroz), que retorna da Europa no dia em que o casal celebrava seu aniversário de casamento. Para fazer ciúmes a Ciro, Rosana se aproxima do tenista Roberto (Newton Viana), causando a ira de seu marido. Mas Roberto estava mais interessado na jovem Camila (Cynthia Levy), sua noiva. Enquanto isso, Débora cobra de Ciro a identidade de sua mãe. A jovem mal sabe que ela está bem próxima: é Assunta (Nora Pelegrini), a governanta na casa de Ciro.
Ciro é um compositor que já fora famoso um dia e arquiteta um plano misterioso que envolve Rosana. Numa viagem, o iate de Ciro, sabotado, explode em alto-mar, mas antes do planejado previamente. Ciro é dado como morto, mas sobreviveu: foi parar numa praia deserta e é amparado por uma família de pescadores. Os comparsas de Ciro, mesmo acreditando que ele morreu, dão prosseguimento ao planejado, inserindo na família de Ciro o jovem Cristiano (Paulo Morel), contratado para ser o testa-de-ferro do compositor. Mas Ciro entra em contato com Benito para saber quem o traiu. Enquanto isso, Cristiano se envolve com Rosana.

## Elenco
| Ator             | Personagem                           | Personagem em Coquetel de Amor  |
| ---------------- | ------------------------------------ | ------------------------------- |
| Tarcísio Meira   | Diogo Maia                           | Ciro Noronha                    |
| Glória Menezes   | Leila Lombardi                       | Rosana Noronha                  |
| Juca de Oliveira | Jordão Amaral                        | Autor da trama                  |
| Yoná Magalhães   | Nora Pelegrini                       | Maria Assunta Feitosa (Assunta) |
| Sônia Braga      | Maria Jacinta Barbosa / Cynthia Levy | Camila Varela                   |
| Tony Ramos       | Paulo Morel                          | Cristiano Mendonça              |
| Vera Fischer     | Veridiana Queiroz (Diana)            | Débora Feitosa                  |
| Daniel Filho     | João Gabriel                         | Diretor da trama                |
| Pepita Rodrigues | Bruna Maria Novaes                   | Kátia                           |
| Nélson Caruso    | Newton Viana                         | Roberto Garcia                  |
| Yara Amaral      | Suzete Calmon                        | Ernestina                       |
| Maria Lúcia Dahl | Morena Mendes                        | Paula                           |
| Jorge Botelho    | Jorge Maya                           | Eduardo                         |
| Djenane Machado  | Helena Esperança (Lenita)            | Neide                           |

### Outros personagens
| Ator                     | Personagem                    |
| ------------------------ | ----------------------------- |
| Lima Duarte              | Bartolomeu Esperança (Carijó) |
| Lídia Brondi             | Beatriz Lombardi Amaral       |
| Mauro Mendonça           | Nelson Novaes                 |
| Carlos Eduardo Dolabella | Edgar Rabello                 |
| Milton Moraes            | Vicente Drummond              |
| Sérgio Britto            | Gastão Cortez                 |
| Kito Junqueira           | Nestor Rey                    |
| Heloísa Millet           | Luíza Barbosa                 |
| Jorge Cherques           | Alfredo Barbosa               |
| Solange França           | Nair Barbosa                  |
| Frederico Ramos          | Diogo Lombardi Maia Júnior    |

### Participações especiais
| Ator             | Personagem                                      |
| ---------------- | ----------------------------------------------- |
| Aguinaldo Rocha  | Durval                                          |
| Antonio Pitanga  | Bernardes                                       |
| Bibi Vogel       | Ela mesma                                       |
| Emiliano Queiroz | Ele mesmo                                       |
| Margot Britto    | Repórter                                        |
| Rejane Marques   | Empregada doméstica de Ciro em Coquetel de Amor |
| Sylvia Kristel   | Ela mesma                                       |
| Yara Cortes      | Dona Hortência                                  |
| Moacyr Deriquém  |                                                 |

## Produção
As chamadas promocionais da novela já deixavam bem claras as intenções do autor, Lauro César Muniz: "Espelho Mágico, revelando para você a vida de um famoso casal de televisão; o aparecimento de um novo autor de novelas; de um velho cômico do teatro de revista; a ambição de uma jovem atriz; o fracasso de uma outra e daquela que abandonou a carreira por um bom casamento. Você vai conhecer a verdade de uma bailarina; de um jornalista; de uma vedete de teatro. Tudo o que você sempre quis saber sobre a vida no teatro, cinema e TV. Espelho Mágico, onde a vida imita a arte".
A telenovela era bastante inovadora para a sua época. Falava dos bastidores da televisão e tinha uma estrutura narrativa bastante complexa, na qual se entrelaçavam diversas tramas, vividas simultaneamente pelos mesmos atores. Devido a isto, talvez, o público sentiu dificuldades para entender a história. Coquetel de Amor exigiu todos os preparativos que envolvem a produção de uma novela de verdade: desde a criação de cenários especiais e figurinos, até locações externas e escalação de elenco. Para complementar a história, Lauro César Muniz utilizou depoimentos de atores e atrizes do elenco, que contavam fatos e impressões sobre suas vidas profissionais.
A trama foi dividida entre a realidade cotidiana dos personagens e a arte através dos espetáculos, peças e da novela Coquetel de amor. Por isso se diz que Espelho Mágico era uma novela com outra novela dentro.
Como o elenco reunia muitos grandes astros da TV (e mesmo Tony Ramos e Vera Fischer, que estreavam na emissora, sendo o primeiro já famoso por seus trabalhos na TV Tupi), optou-se por apresentar os créditos, para que não houvesse guerra de egos, em ordem alfabética. Ainda, a abertura não apresentou os créditos de direção, talvez para evitar que o nome de Daniel Filho aparecesse duas vezes.
Foram utilizados três teatros do Rio de Janeiro para as gravações das tramas inseridas na história de Espelho Mágico: Teatro Gláucio Gil (onde os atores fizeram teste para integrar o elenco de Cyrano de Bergerac); Teatro do Sesc da Tijuca (onde a peça foi apresentada); Teatro Brigitte Blair (onde houve ensaio de um teatro de revista).
Alguns jornalistas se sentiram agredidos na figura de Edgar Rabello (Carlos Eduardo Dolabella), especializado na cobertura do mundo artístico, por usar de vários artifícios para entrevistar os atores, além de algumas vezes escrever matérias bombásticas sobre televisão. De quebra, Edgar era colunista da revista Magia, e rapidamente a revista Amiga, uma das pioneiras sobre televisão, considerou que tanto o jornalista como a revista da ficção eram uma provocação à revista real.
A atriz Cláudia Celeste interpretava uma corista do teatro de revista de Carijó (Lima Duarte) que ensinava coreografias à personagem de Sônia Braga. Ela foi convidada por Daniel Filho sem saber que se tratava de uma travesti. Assim que teve sua identidade descoberta, a atriz teve que abandonar a novela, pois o Regime Militar proibia que travestis aparecessem na televisão.
Na impossibilidade de bradar um palavrão mais cabeludo, Sônia Braga acabou fazendo o maior sucesso cada vez que sua personagem, Cynthia Levy, dizia "Pomba!".
Lima Duarte foi muito elogiado por sua atuação como 'Carijó', o cômico decadente. No final o personagem teve um final feliz, passando a ter um papel no programa humorístico Praça da Alegria, que na época era exibido pela TV Globo, aos domingos.
Símbolo sexual da década de 1970, a atriz e modelo internacional holandesa, Sylvia Kristel, que viveu Emmanuelle nos filmes de mesmo nome, chegou a fazer uma pequena participação na telenovela.

## Recepção
A telenovela não caiu nas graças do público, tendo ela uma queda de audiência. Para reverter a situação, o autor tirou o foco dos bastidores e passou a mostrar os dramas e conflitos dos personagens. Não adiantou muito, pois não houve resposta do público. Décadas depois, José Bonifácio de Oliveira Sobrinho, o Boni, vice-presidente da Rede Globo na época, declarou que "Espelho Mágico" foi o grande fracasso de sua passagem pela emissora, e que ele era o principal culpado pois tinha aprovado o projeto.

## Exibição

### Outras Mídias
Foi disponibilizada pelo Globoplay em 20 de janeiro de 2025, através do Projeto Fragmentos, que visa resgatar obras incompletas cujos capítulos foram perdidos em incêndios ou no processo de substituição de mídias físicas por questões econômicas. Foram preservados os capítulos: 01, 02, 75, 76, 105, 149 e 150.

## Trilha Sonora

### Nacional
1. "S' Wonderful" - João Gilberto[1]
2. "Maninha" - Miúcha, Tom Jobim e Chico Buarque[1]
3. "Cantando" - Paulinho da Viola
4. "Tigresa" - Gal Costa[1]
5. "A Cara do Espelho" - Naila Skorpio
6. "Vai Levando" - Miúcha e Tom Jobim[1]
7. "Sonhos de Um Palhaço" - Antônio Marcos
8. "Ombro Amigo" - Leci Brandão[1]
9. "Valsa" - Tom Jobim
10. "Sem Essa" - Jards Macalé
11. "Aprender a Nadar" - Marlui Miranda
12. "Lamento" - Dilermando Reis

### Internacional
1. "Love's Melody Theme" - Larry & Jannie
2. "I Remember Yesterday" - Donna Summer[1]
3. "So Many Tears" - Dave Ellis
4. "Yes Sir, I Can Boogie" - Baccara
5. "Daybreak" - Randy Bishop
6. "Trouble Maker" - Roberta Kelly[1]
7. "J'aime" - Jean Pierre Posit
8. "C'est La Vie" - Emerson, Lake & Palmer
9. "Ma Baker" - Boney M.
10. "Love So Right" - Bee Gees
11. "Flying High" - Tony Stevens
12. "Never Get Your Love Behind Me" - The Faragher Brothers
13. "Let's Get It On" - East Harlem
14. "How Wonderful To Know" - B & C

A trilha internacional contém também as músicas da trilha sonora de Coquetel de Amor:
1. "Baile de Máscaras" - Guilherme Arantes[1]
2. "Uno Mundo" - Chico Batera
3. "Renascendo Em Mim" - Don Beto
4. "Bandido Corazón" - Ney Matogrosso[1]